# Давньослов'янські святилища

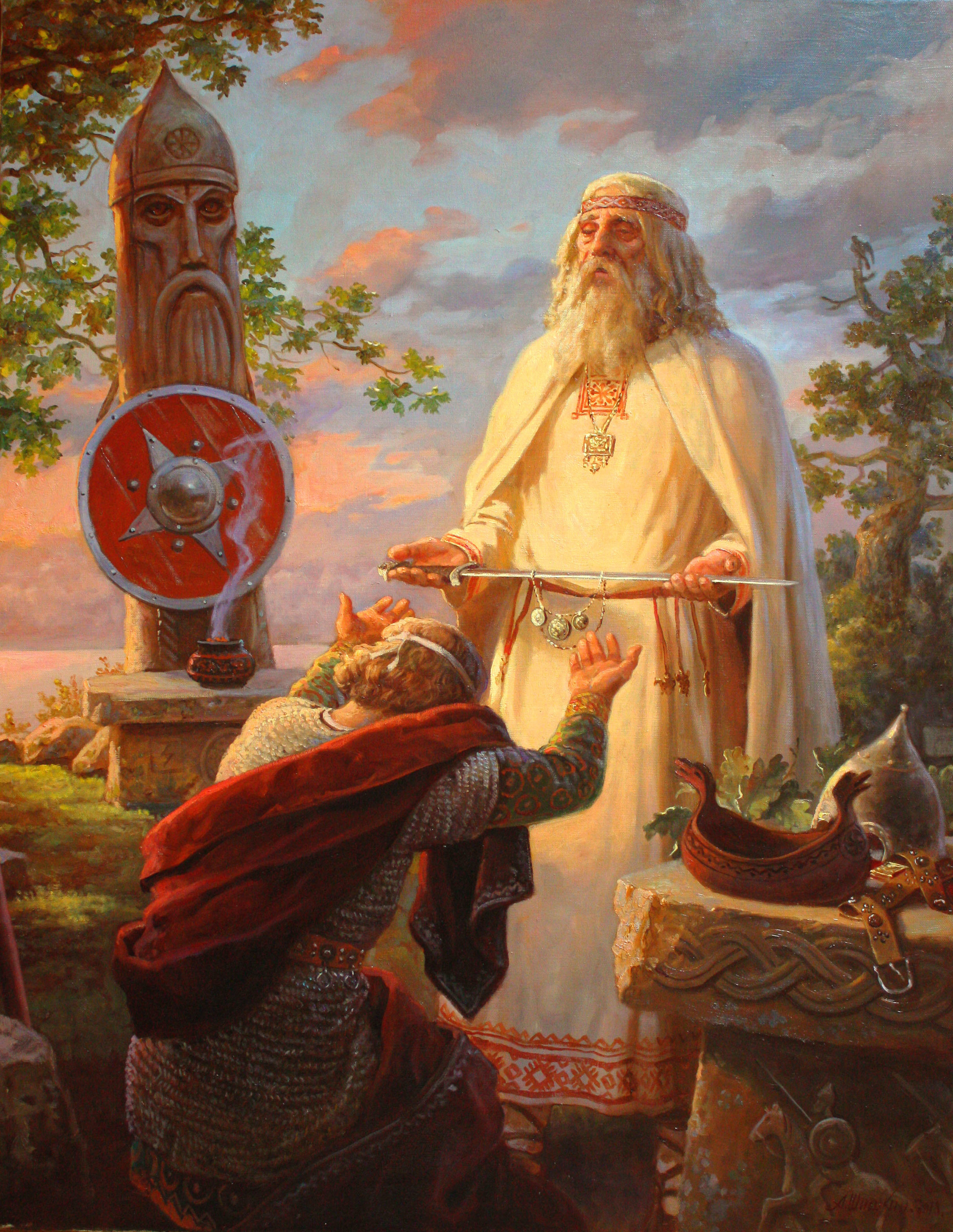
«Благословіння ратника» на слов'янському святилищі, картина Андрія Шишкіна, 2018 р.

Давньослов'я́нські святи́лища — священні місця, де розташовувалися об'єкти поклоніння давніх слов'ян. Представлені здебільшого кам'яними капищами з жертовниками, де центральною святинею слугували ідол або природний об'єкт. Збережені святилища датуються VI—XIII ст.
Відомості про святилища подають письмові джерела (літописи, християнська полемічна література), матеріали археології, етнографії, топонімії та фольклору. Первісними місцями справляння культу в праслов'ян, як і в інших давніх народів, були природні об'єкти: гора, скеля чи камінь, водойма, гай чи окреме дерево. З розвитком язичництва від VI ст. ці природні об'єкти ввійшли до культового комплексу, який також включав: майданчики і ями для жертвоприношень, ритуальні вали і рови, дерев'яних або кам'яних ідолів. Святилища слов'янського язичництва найбільше зосереджувалися в місцевостях з центрами в Києві та Новгороді. З X ст., відколи на Русі було запроваджено християнство, святилища занепали, проте окремі продовжували діяти в XII—XIII ст. Елементи вшанування деяких язичницьких святинь, особливо примітних природних об'єктів (домінуючих на місцевості вершин, каменів незвичної форми, джерел чи криниць із «цілющою» водою), збереглися до сучасності.
Яскравий приклад слов'янського святилища — літописне капище з ідолами Перуна, Хорса, Дажбога, Стрибога та Мокоші, яких встановив у 980 році в Києві під час свого княжіння Володимир Великий. Значний язичницький культовий комплекс виявлено в 1984 археологами на річці Збруч (Тернопільська область). Великий комплекс святилищ розташовувався в Арконі (південно-східна Німеччина).

## Типи давньослов'янських святилищ

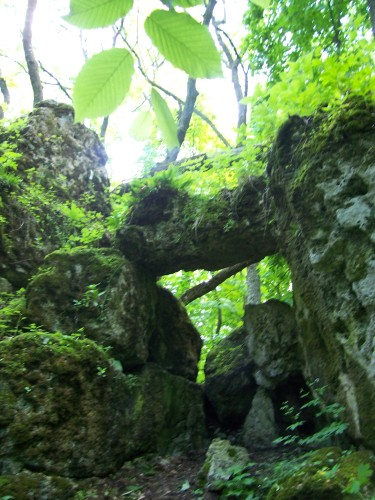
Камінь-дольмен на горі Богит

Давньослов'янські святилища багато в чому наслідують і розвивають риси святилищ попередників слов'ян: лужицької культури, латенської культури, кельтів, скіфів і сарматів. Власне святилища давніх слов'ян представлені такими різновидами:
- круглі майданчики-капища з ідолом у центрі, обмежені ровом чи системою окремих ям;
- майданчики-капища, обмежені ровом та валом;
- дерев'яні храми з ідолом усередині;
- городища-укріплення, які в цілому призначались для культових потреб і містили окремі культові об'єкти;
- великі культові центри, у яких поєднуються всі типи святилищ та природні об'єкти поклоніння.

За археологічними даними, давньослов'янські святилища датуються VI—XIII ст. Найдавніші представлені жертовними ямами. З VII ст. виникають городища-укріплення. Головними центрами язичницької релігії слов'ян були Київ, Новгород та їхні околиці. Найбільше давніх святилищ припадає на IX—XI ст. З офіційним прийняттям на Русі християнства у головних осередках князівської влади язичницькі святилища поступово були зруйновані чи покинуті. На місці язичницьких святилищ зводилися християнські культові об'єкти: хрести, церкви, монастирі. Наприклад, на місці капища на київській Горі ще за Володимира збудували церкву св. Василія. Водночас це посприяло збереженню залишків святилищ під фундаментами церков або в їхній кладці. Зазнаючи гонінь, прихильники старої віри відійшли на необжиті і мало контрольовані князівською владою землі, де заснували нові святилища. Невеликі общинні святилища язичників існували в XII—XIII ст. Легенди, пов'язані з ними, надовго пережили самі святилища.

## Характерні риси давньослов'янських святилищ

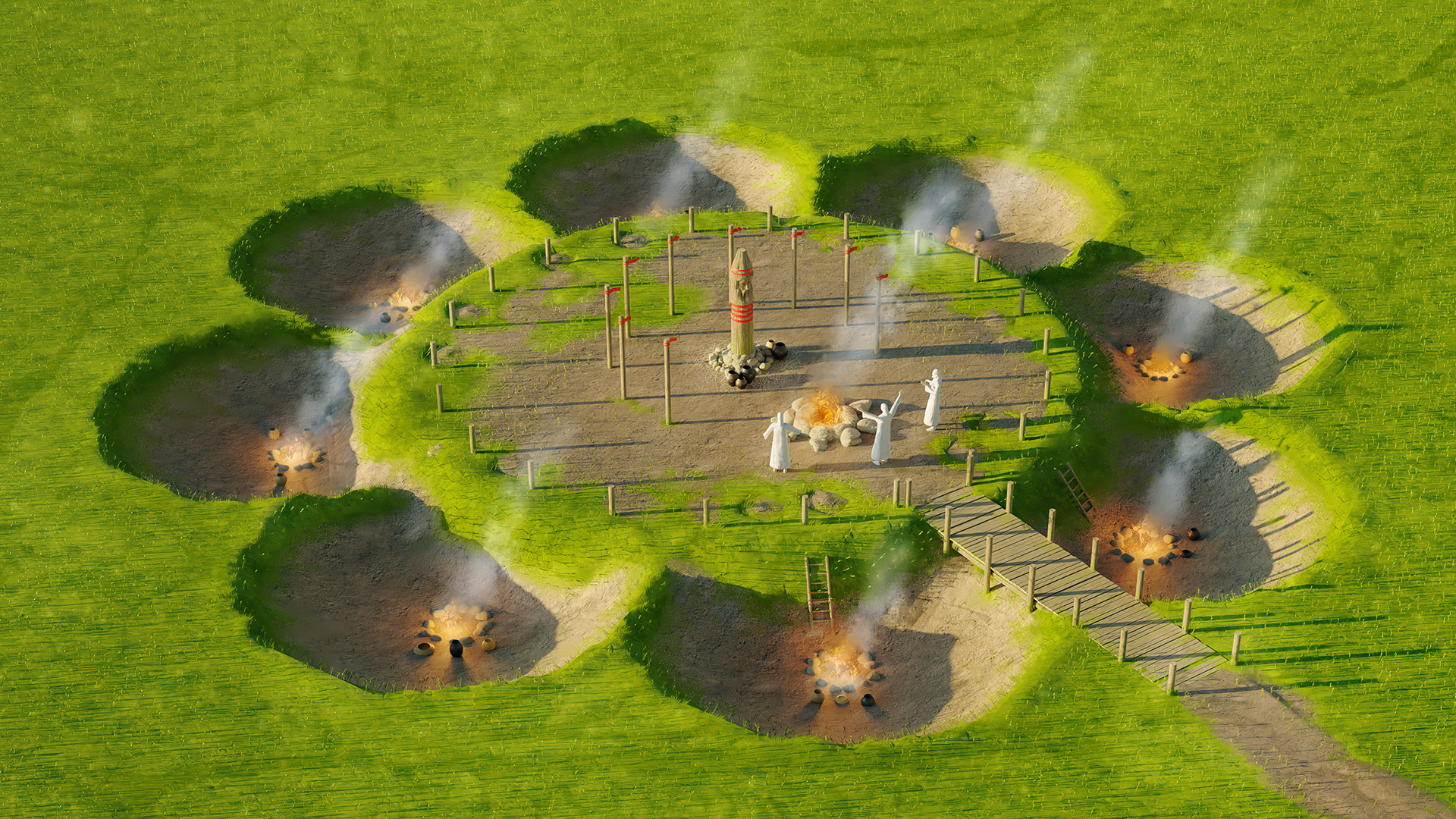
Художня реконструкція святилища Перуна в Перині

Перші письмові згадки слов'янських святилищ належать Прокопію Кесарійському в VI ст., де він згадує, що слов'яни «шанують ріки і німф і всілякі інші божества, приносять жертви всім їм, здійснюють за допомогою цих жертв ворожіння». Піком розвитку слов'янського язичництва вважається X ст. Костянтин Багрянородний в XI ст. писав, що на острові Хортиця роси приносили жертви, пов'язані з розташованим на острові великим дубом. Численні об'єкти поклоніння руських язичників описував Кирило Туровський у XII ст. Вшанування окремих природних святинь згадується в XVII ст., а за традицією продовжувалося аж до XIX ст. і навіть пізніше.
Часто святилище облаштовувалося навколо великих каменів, особливо тих, що вирізняються своєю формою. Зокрема, ті камені, що мали заглиблення, схожі на чашу чи відтиск ступні («божі ноги»). Значне поширення мали слабко оброблені камінні стовпи. Відомо про вшанування окремих дерев. Слов'янські ідоли були здебільшого дерев'яними. В Києві в 980 році було встановлено дерев'яний ідол Перуна, прикрашений золотом і сріблом. Дерев'яний ідол Перуна стояв у Новгороді. Ібн Фадлан вказував, що слов'янські ідоли являли собою високі стовпи з обличчям. Доволі рідко ідоли мали руки, ноги, зброю тощо. Такі деталі властивіші камінним «бабам» кочових народів. Проте археологічні знахідки дерев'яних ідолів більше відомі на територіях західних слов'ян. В окремих записах згадуються металеві ідоли (мідні, золоті) та вирізьблені зі «шляхетного» каменю (мармуру), проте знахідки таких ідолів невідомі. Багато ідолів знайдено у воді завдяки тому, що слов'яни «проганяли» їх або «прощалися» зі старими ідолами, опускаючи їх у воду — таким чином символічно відправляючи їх до іншого, невидимого світу. Найбільший та найдетальніший зі вцілілих ідолів — Збручанський ідол.
Зазвичай ідоли встановлювалися на краю поселення на узвишші, яке домінує на місцевості. Навколо розташовувалися жертовні ями та майданчики для обрядів — переважно круглої форми, оточені одним чи кількома ритуальними валами, кільцем каменів, інколи й ровами — сакральною мережею святилища. На плоскому дні ровів могли горіти вогнища. Стіни в будь-який формі були рідкістю, виняток — особисті святилища вельмож. Ритуальні майданчики складають більшість залишків слов'янських язичницьких святилищ.

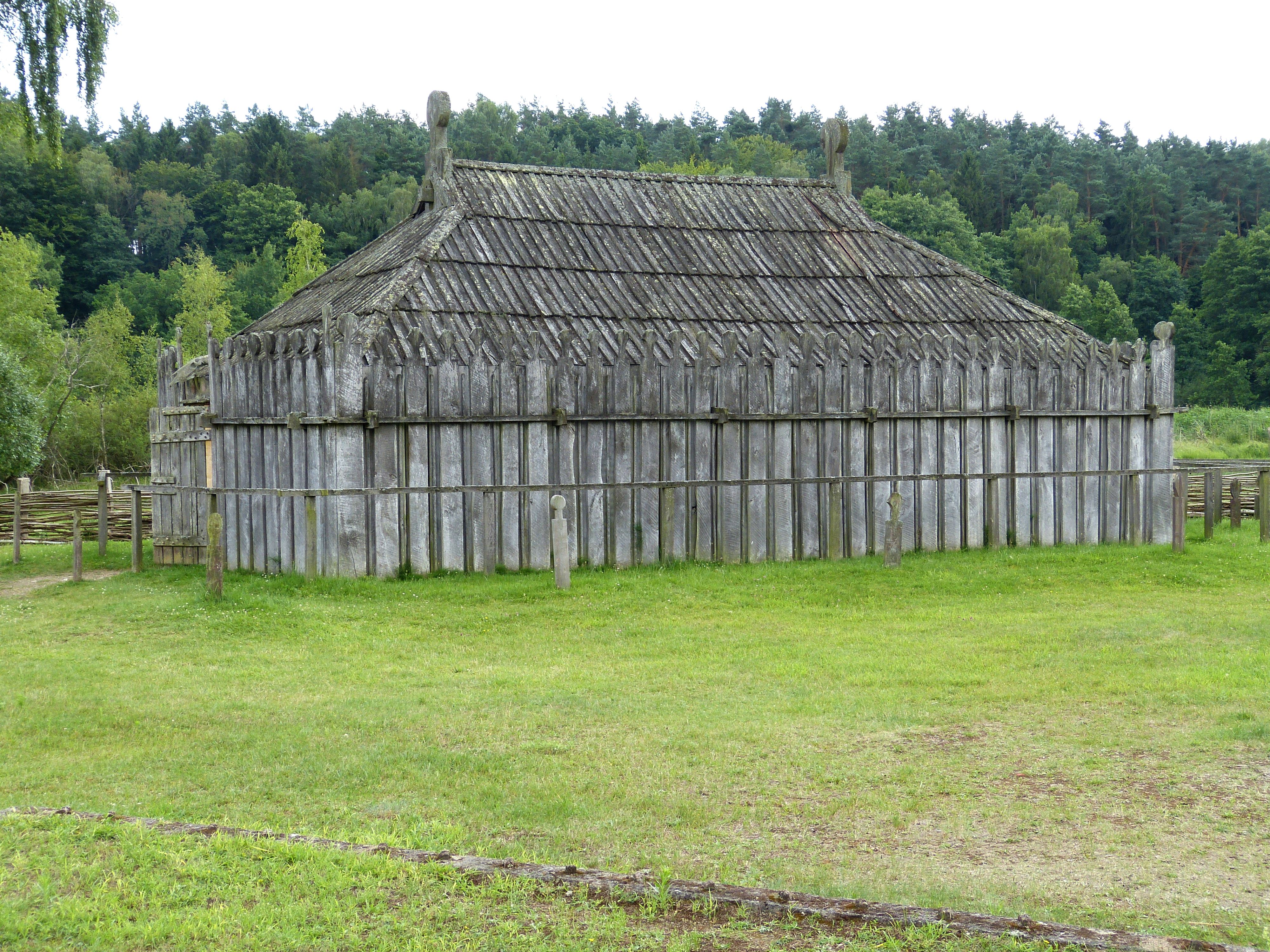
Реконструкція храму-котини в Мекленбурзі, південний схід Німеччини

В жертву головним чином приносився спеціально виготовлений ритуальний хліб, часто в формі коржиків, а також зерно та кістки, що лишалися після ритуальної трапези. Місце спалення жертв могло бути накрите куренем. Такі жертви, як кістки, закопувалися в землю. Людські жертви приносилися дуже рідко, у випадку особливої скрути. За деякими версіями, в жертву приносилися кістки вже раніше померлих. Ями для жертвопринесень виривалися на деяких могильниках. Такі знахідки зокрема відомі в Києві та на Буковині й подібні на жертовні ями на території Польщі та Скандинавії. Окремі ями використовувалися цілими родинами чи жителями невеликого поселення. В V—VII ст. жертовні ями були неглибокі, пізніше більшають, а їхнє заповнення урізноманітнюється. Головні приклади таких ям розташовані в Звенигороді та Арконі.
Великі релігійні центри давніх слов'ян відомі як городища-святилища. Класичні городища-святилища розташовувалися на Прикарпатті та активно використовувалися в IX—XII ст. Для них характерні групи круглих майданчиків і довгі будинки 25 м завдовжки та 4 завширшки. На плоских вершинах валів розташовувалися вимостки, де спалювалися жертви. До городищ-святилищ можуть належати культові місця в Псковській області Росії. Невеликі городища-святилища були поширені в західних слов'ян. Примітно, що святилища в Польщі та на Прибалтті могли мати й оборонне значення завдяки дерев'яним стінам.
Існування в давніх слов'ян закритих храмів лишається дискусійним питанням. Іноді храмами вважаються будинки «контини», де стояли ідоли. Знахідки подібних споруд XI—XII ст. відомі на Прикарпатті.

## Головні давньослов'янські святилища

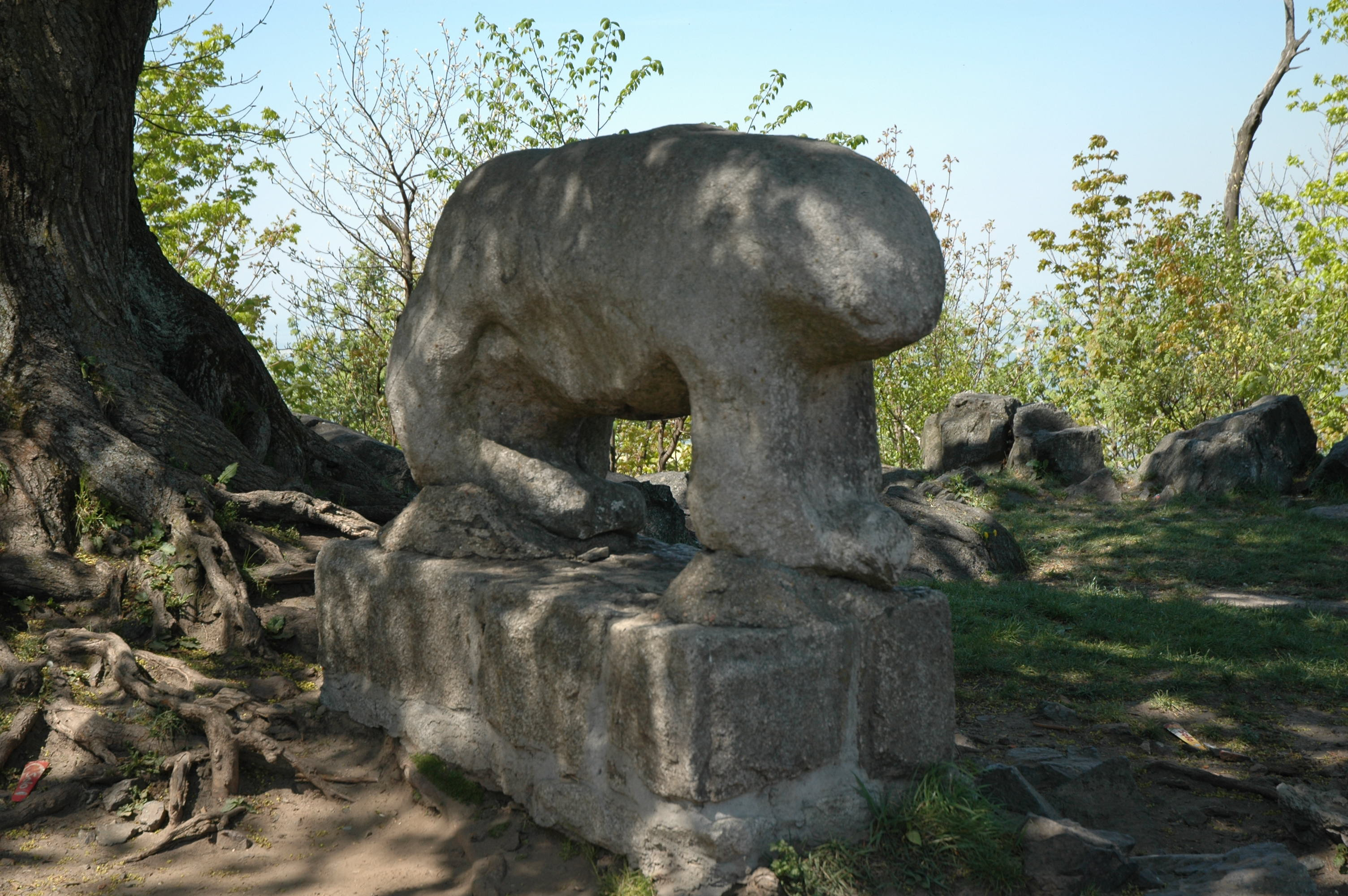
Камінь-ідол ведмедя у Шлезі

Найбільші городища-святилища розташовувалися в місцевостях України (Богит, Звенигород), Польщі (Шлежа, Добжешув, Лиса гора, Радзиково) та Німеччини (Аркона). До слов'янських язичницьких святилищ належать культові місця:

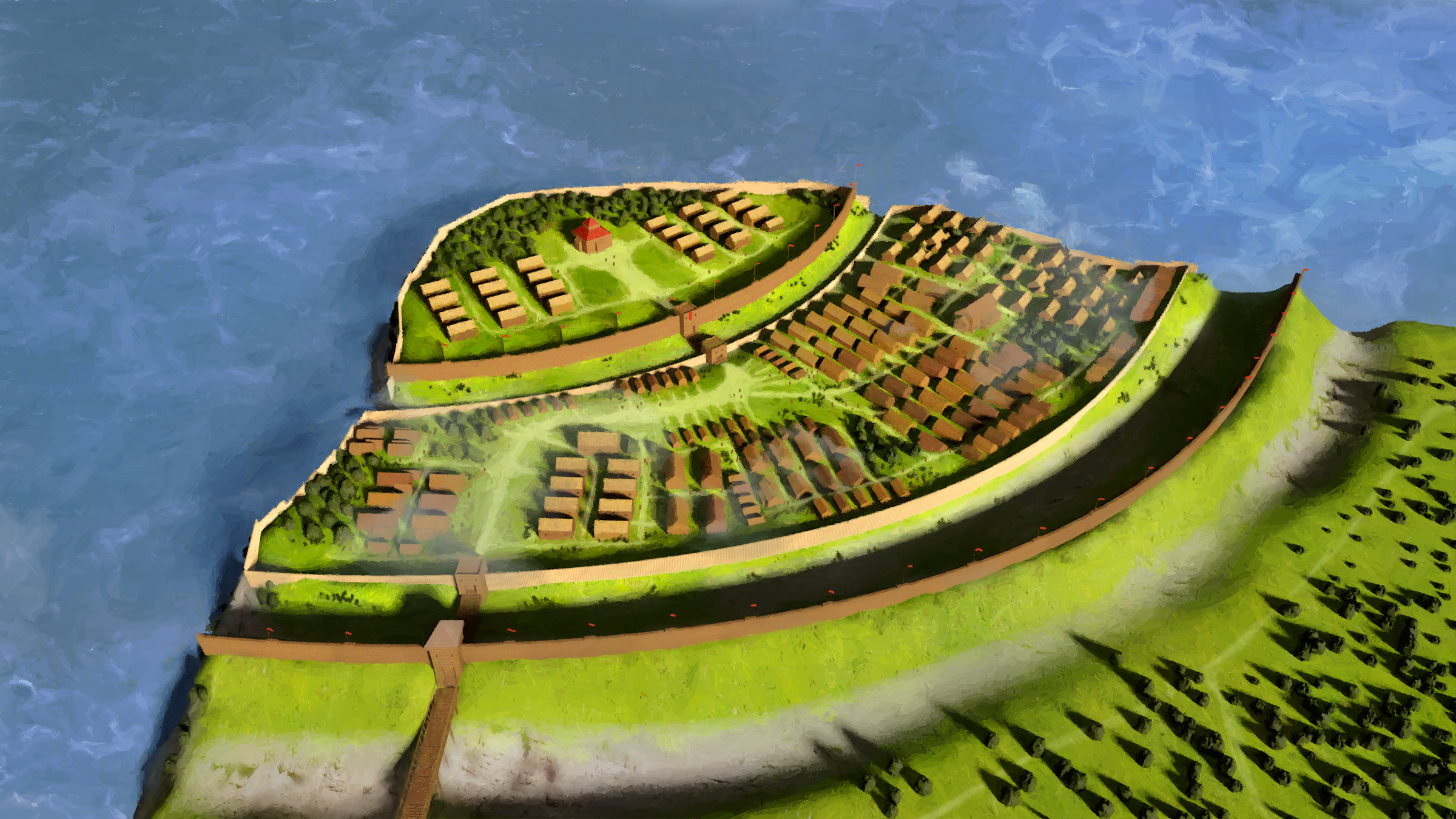
Художня реконструкція Аркони часів її розквіту

1. Художня реконструкція Аркони часів її розквітуАркона на острові Рюґен, Німеччина — городище-святилище IX—XII ст., розташоване на мисі заввишки 40 м, зверненому на схід. З трьох сторін омивається морем і здебільшого зруйноване. Сучасні розміри — 90 м зі сходу на захід і до 160 м з півночі на південь, передбачувані колишні розміри в 2-3 рази більші. Розкопки проводилися в 1921, 1930 і 1969—1971 роках. В шарах валу навколо святилища виявлено три будівельні періоди з прошарками обпаленої глини, вугілля, каміння. З внутрішньої сторони валу проходить рів із плоским дном, а з зовнішнього боку — глибший рів також з плоским дном. Край мису відокремлено внутрішнім валом завширшки 5-6 м і плоскодонним ровом завширшки 10 м, спорудженими в IX столітті. На майданчику між валами будівель не виявлено. Частково розкопані заглиблення до 60 см, що мають довжину 4,1 і 6,2 м та містять численні речі. В одній з траншей виявлена кам'яна кладка і під нею в поглибленні знайдено 8-11 чоловічих черепів, частково пошкоджених, кістки тварин, речі, уламки посуду X—XII ст. В іншій траншеї в поглибленні знаходилися залишки скриньки з численними речами. Біля північного схилу городища розташоване джерело води і до нього прокладена доріжка. В околицях городища розташовувалися 14 поселень і великий курганний могильник.
2. Асташова, Смоленська обл., Росія — городище в лісі серед боліт на лівому березі р. Сож. Овальний майданчик (14,5х12 м) оточений нечітким валом (ширина 4 м, висота 0,5 м) і ровом завглибшки 50 см. Під насипом валу і в ньому подекуди виявлено вугілля. Майданчик городища вздовж вала прожарений.
3. Бабин, Чернівецька обл., Україна — городище на вершині останця правого берега р. Дністер. Центральний майданчик круглої форми (діаметр 7 м) оточений заплилим ровом з виступами напівкруглої форми (ширина рову 2 м). З напільного боку по схилу останця проходять два дугоподібні ескарпа, що доходять до обривів. У ровах знайдені вугілля, випалені кістки, уламки ліпного та гончарного посуду IX—X ст. Поруч з городищем розташовувалося велике поселення того ж часу.
4. Бабина долина, Тернопільська обл., Україна — культові яма і майданчик XII — початку XIII ст., Розташовані на місці поселення XI—XII ст., яке розташовувалося біля підніжжя городища-святилища Звенигород. Розкопками, що проводилися в 1985—1989 роках Тернопільським краєзнавчим музеєм під керівництвом М. А. Ягодинської, розкрита велика площа поселення та житлові напівземлянки з печами-кам'янками й господарськими приміщеннями з кам'яними робочими майданчиками.
5. Бабка, Рівненська обл., Україна — городище на східному краю піщаної височини. Круглий майданчик діаметром 30 м оточено заглибленнями у вигляді переривчастого рівчака і окремими овальними ямами. Майже в центрі майданчика міститься стовпова яма (діаметр 0,5 м і глибина 0,7 м) і скупчення вугілля діаметром 1 м. У південній частині виявлено трупоспалення в горщику. В городищі знайдені ніж, кістки тварин, уламки ліпного та гончарного посуду VIII—X ст. На вершині навколишнього валу лежать вугілля і обгорілі колоди. Дрібний рів заповнений прошарками вугілля. Поруч розташовувалося селище того ж часу.
6. Благовіщенська Гора поблизу Вщижа, Брянська обл., Росія — городище-святилище юхнівської культури. Збереглося менш ніж наполовину через підмивання річкою. Вціліла частина городища (40 × 25 м) з напільного боку обмежена валом і широким ровом (ширина 18 м). З внутрішньої сторони до валу примикав довгий громадський будинок. В городищі знайдена Роменська кераміка IX—X ст., поруч розташоване селище того ж часу, в якому відкрито житло і залишки довгого будинку. Знайдено амулети з просвердлених іклів, бобрових хребців, камені з прокресленими хрестоподібними знаками, гребінь з кінськими головами.

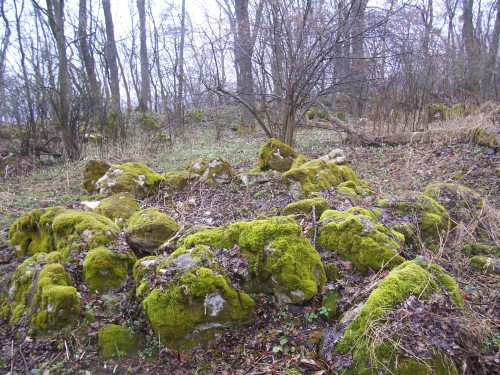
Капище на горі Богит

7. Капище на горі БогитБогит, Гусятинський район, Тернопільська обл., Україна — городище-святилище розташоване на найвищому пагорбі в лісистій місцевості Медобори за 5 км від с. Городниця (Збруцький культовий центр). Є найближчою культовою пам'яткою від місця знахідки Збруцького ідола. Розкопки проводилися в 1984 р. Прикарпатською експедицією Інституту археології РАН. Вали городища перетяті траншеями. На майданчику городища розчищено капище, жертовник і три споруди-западини.
8. Бранденбург, Німеччина — культовий майданчик, розташований поруч з городищем, що виник в VIII столітті, за переказами святилище Триглава. На пагорбі під фундаментом костелу виявлено культурний шар «нежитлового» характеру.
9. Бродовін, Німеччина — майданчик-капище розташований на найвищій частині півострова, що виступав у озеро. Оточений ровом (ширина його 5 м, глибина 80 см), має діаметр 25 м. На схилі пагорба розташоване поселення IX / X—XIII ст. У 1258 році тут побудовано монастир.
10. Бубнище, Івано-Франківська обл., Україна — городище, з трьох боків оточене скелями, з четвертої сторони обмежена валом і внутрішнім ровом завширшки 10 м. Діаметр майданчика — 40 м. У скелі вибитий колодязь, до якого ведуть кам'яні сходи. Колодязь (2х2 м, сучасна глибина — 5-6 м) не доходить до води. У скелях вибиті три печери зі збереженими пазами від колод. На скелях зображені солярні знаки, поглиблення у формі долоні, личини. Поруч розташований великий курганний могильник, що складається з насипів діаметром 5 м і висотою менше 1 м.
11. Василів, Чернівецька обл., Україна — на могильнику XII—XIII ст. відкриті ями з вугіллям, кістками тварин і черепками.
12. Верховляни, Гродненська обл., Білорусь — городище, круглий майданчик (7х7 м) якої обмежено внутрішнім ровом і валом. В рові виявлена кам'яна кладка, вугілля і гончарна кераміка XI—XIII ст.
13. Волін, Польща — на найвищому місці старого міста розкопана дерев'яна споруда 5 × 5 м, оточена огорожею. Існувала з другої половини IX до початку XII ст. В околицях знайдено бронзова фігурка коня, кілька дерев'яних фігурок, серед яких одна чотирилика. На схилі Срібного Холма містилося вогнище, де між каменів і риб'ячої луски лежав шматок черепа людини. Поруч відкрита яма з двома черепами, фрагментами посуду і кістками тварин.
14. Воргол, Липецька обл., Росія — в городищі-укріпленні частково зберігся обпалений глиняний майданчик (12х6 м). В його центрі перебувала стовпова яма, поруч з нею скелет коня, три наконечника стріл. На майданчику лежали ніж, уламки замка, гривні, трапецієподібна сережка, намистина, астрагали, льячки. Навколо майданчики збереглося шість ям з золою, кістками тварин, черепками посуду, прясельцем, уламком жорна, косою, салтівською сережкою. Речі належать до X—XI ст. У валу городища виявлено ритуальне поховання кінської голови, 94 астрагала.
15. Вишегрод, Польща — на узвишші правого берега р. Вісла містився круглий майданчик (діаметр 18 м), в центрі якої збереглися сліди стовпів, прямокутних срібних будівель, череп туру. Майданчик оточена рядом каменів, серед яких знайдено вівтар, плоский камінь-жертовник, лежав скелет людини. До майданчика веде вимощена камінням дорога, на якій лежало два серпа і скелет людини. Святилище датується X—XIII ст. За 2,6 км від городища Округла гора виявлено рів, що обмежує круглий майданчик (діаметр приблизно 20 м). У виступі рову знайдені вугілля, кістки тварин, уламки посуду. Поруч розташовано селище VI—XI ст.
16. Гнєзно, Польща — на горі Леха під фундаментом костелу виявлено вогнище, що складається з трьох шарів каменів з прошарками вугілля і золи товщиною 2,5 м. Знайдено кістки тварин і черепки кінця VIII — початку X ст.

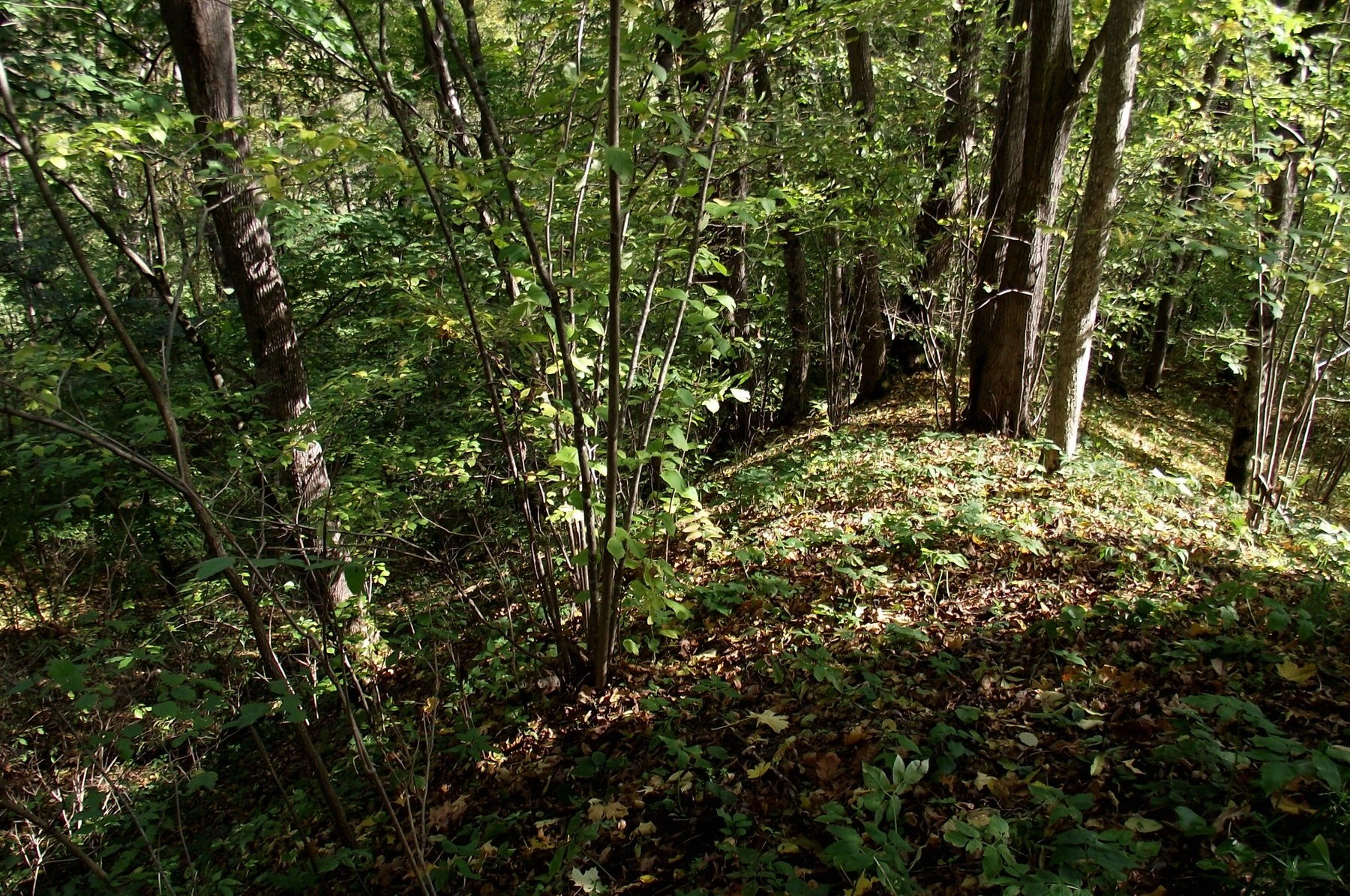
Залишки валу Говди

17. Залишки валу ГовдиГовда, Тернопільська обл., Україна — городище, розташоване на мисі правого берега Збруча, оточене валом і з напільного боку ровом (Збруцький культовий центр). Овальний майданчик городища (40 х 20 м) має нахил на південний схід.
18. Головно, Волинська обл., Україна — городище, розташоване на узвишші серед болотистої луки. Круглий майданчик (діаметр 30 м) злегка підвищується в центрі і покритий золистим шаром товщиною 50 см. Під насипом кільцевого валу (заввишки — 1 м) залягав шар каменів, вугілля і обгорілих кісток. Уздовж валу виявлено кілька овальних ям і скупчення каменів. Знайдено уламки посуду X століття, кістки тварин, фрагмент обгорілого черепа людини і два зуба.
19. Гора Хельмска поблизу Кошаліна, Польща — на вершині гори виявлені залишки культової споруди 2,5 × 4,5 м, з вогнищем з каменів. Поруч містилися ями з вугіллям. Знайдено ніж, кресало, пряслице, кістки тварин і риб, черепки посуду X—XIII ст.
20. Брановці, Болгарія — круглий майданчик з глини, що має два виступи. Знайдено кістки тварин, уламки посуду IX—X ст.
21. Горбово, Чернівецька обл., Україна — городище, розташоване на мисі правого берега Прута. Овальний майданчик городища (діаметр — 30 м) оточено кільцевим валом і ровом, до нього примикають дві бічні майданчика, розташовані на схилі і також обмежені валами. Плоска вершина центрального вала і уступ з його внутрішньої сторони вимощені камінням, покриті вугіллям, обпаленої глиною і кістками тварин. Сліди вогнищ простежуються на вершині валів, що оточують бічні площадки городища. Культурного шару немає. Поруч розташовано селище IX—X ст.
22. Гірки, Вологодська обл., Росія — на могильнику XII — початку XIII ст. відкрита овальна культова яма (2,1х1,55 м, глибина 60-70 см). Знайдено два замки, окуття дерев'яного посуду, скелети двох собак, трьох качок, стрепета, риб і на дні ями ще три скелета собак. Яма засипана камінням і шлаком.
23. Городок, Хмельницька обл., Україна — на краю селища VI—VIII ст. височить кам'яна вимостка (2,3х1,5 м), обпалена зверху, і поруч яма (діаметр 1,5 м, глибина 20 см) з обпаленим дном, заповнена вугіллям, золою, перепалених кістками тварин, уламками посуду.

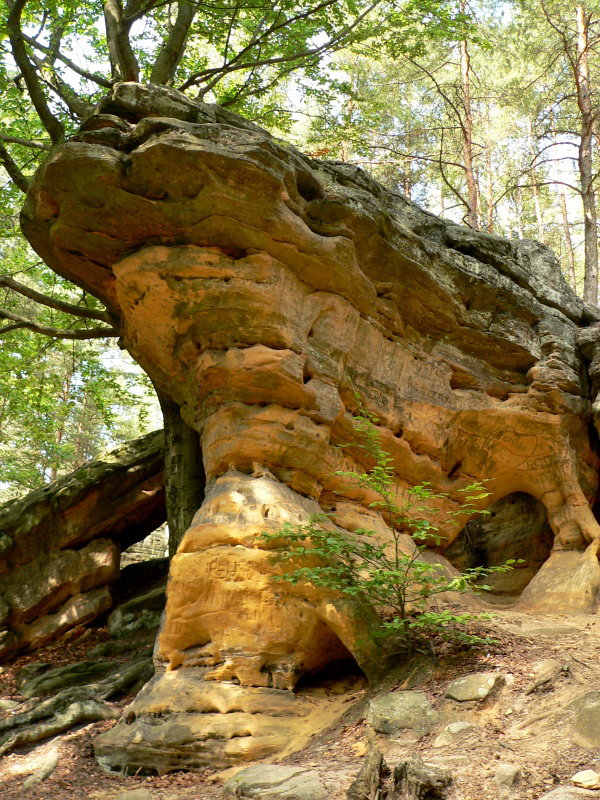
Незвичайна скеля у Свентокшиських горах

24. Незвичайна скеля у Свентокшиських горахГродова Гора поблизу Тумліна, Польща — на високому пагорбі Свентокшиських гір, вкритому лісом, збереглося три концентричних вали, складених з каменів і без оборонного значення. На схилі гори розташовані селища IX—XI ст. На верхівці гори побудована каплиця.
25. Гросс Раден, округ Шверін, Німеччина — дерев'яний храм розташований за межами поселення X—XIII ст., до нього веде мощена дорога. Храм прямокутний (12,5х7 м), стіни складені з вертикально поставлених плах, обшиті зовні дошками, що мають вгорі схематичні різьблені голови. Навколо храму на відстані 1 м проходила огорожа зі стовпів. Біля входу знайдений череп зубра, глиняний кубок, уламки посуду IX—X ст. У північній частині знайдено шість черепів коней, у південно-східної стіни лежало два списи. Храм перебудовувався, його середня частина пошкоджена і місце для ідола не знайдено. В XI—XII століттях храм був перенесений на городище, розташоване на острові серед озера. Круглий майданчик городища мав діаметр 25 м, уздовж його краю у валу розташовувалися дерев'яні будинки.
26. Дембно, Польща — городище в Свентокшиських горах. Майданчик городища овальний (15х26 м), оточений валом і ровом. В рові знайдені обпалені камені, вугілля, шматки глиняної обмазки.
27. Добжешув, Польща — городище в Свентокшиських горах на високому пагорбі. Овальний майданчик городища (40х80 м) обмежено трьома концентричними валами, що перериваються в декількох місцях. Четвертий вал відокремлює городище від гірського хребта. Основа невисоких валів (висота 1,5-2 м) складена з великих каменів і на неї накидані більш дрібні камені. Поверхня валів обпечена, особливо сильно внутрішній схил першого валу і зовнішні схили другого і третього. В центрі майданчика лежить великий камінь з викарбуваними на ньому колами. У різних місцях на майданчику і на валах стоять стели, лежать великі округлі камені, складені з каменів ящики-жертовники. У західній частині майданчика був кам'яний фундамент вівтаря, поруч з ним кераміка VIII—IX ст. За радіовуглецевим аналізом, взятим з першого валу, визначено дату — 795 рік. Поруч з городищем розташовані селища VIII—X ст. Розкопки на городищі проводились в 1975—1981 роках, розкрита площа 25 × 100 м і перерізані вали.
28. Животинське, Воронезька обл., Росія — на городищі IX—X ст. виявлена яма діаметром 80 і завглибшки 60 см, в якій знайдено вугілля, 23 астрагала з отворами, точильний камінь, бронзовий казан, глечик і горіле зерно. На городище знайдені глиняні хлібці.
29. Заарінген, округ Бранденбург, Німеччина — поблизу курганного могильника VII—XII ст. круглий майданчик (діаметр 20 м), оточений кільцевим ровом завширшки 2-3 м.

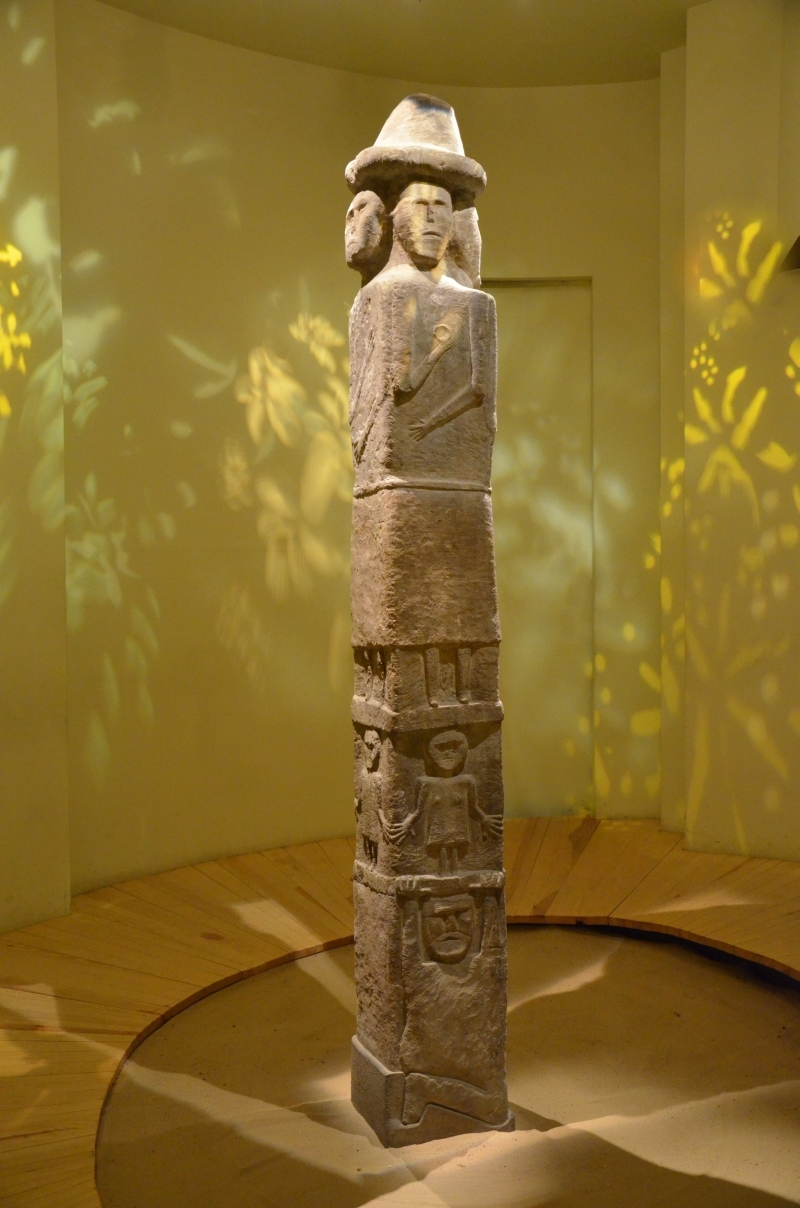
Збручанський ідол Світовида

30. Збручанський ідол СвітовидаЗвенигород, Тернопільська обл., Україна — городище, розташоване на схилі пагорба правого берега Збруча біля с. Крутилів (Збруцький культовий центр). Дослідження проводила Прикарпатська експедиція ІА РАН, Тернопільський краєзнавчий музей в 1985, 1987, 1988 роках. Відкрито три капища, 15 культових споруд, 10 довгих наземних будинків, зроблені розрізи валів і ровів, досліджувалися навколишні селища.
31. Зелена Липа, Чернівецька обл., Україна — на останці правого берега Дністра, серед високих пагорбів, зарослих лісом, розташовані залишки дерев'яного храму, розташованого на найвищій частині майданчика (42х14 м). Храм прямокутної форми (5,3х4,2 м), орієнтований по сторонах світу, мав подвійні стіни, складені з колод і обмазані глиною. Поруч розташовані ями з прошарками вугілля в заповненні, в скелі висічений колодязь.
32. Ілієв, Львівська обл., Україна — городище, розташоване на мисі, з напільного боку обмежене двома валами і ровами, що не доходять до краю майданчика. В основі внутрішнього валу залягає зольно-вугільний шар, плоска вершина валу покрита кам'яною вимосткою. До насипу валу з внутрішньої сторони зроблена прямокутна присипка (7,2х8 м), на верхньому майданчику якої (5х6 м) горів вогонь, зберігся осередок і стовпові ями. Майданчик городища трикутної форми (60х55 м) позбавлений культурного шару, лише перед валом розташовані ями з вугіллям і кістками тварин. За керамікою та бронзовим перснем з фігурним щитком городище датується XIII століттям. Поруч розташоване поселення того ж часу.
33. Канів, Черкаська обл., Україна — на південь від міста Роден на Княжій горі, на мисі правого берега Дніпра виявлена яма (діаметр 1,85, глибина 1,2 м), заповнена темною землею з попелом, вугіллям, кістками тварин.
34. Київ, Україна — на Старокиївській горі відкрита кам'яна кладка (4,2х3,5 м), що мала чотири виступи по сторонах світу. На захід від неї містився «масивний стовп», що складається з шарів обпаленої глини, золи і вугілля. Навколо лежали кістки й черепи тварин.
35. Київ, Україна — на Володимирській вулиці в 1975 р. розкопано фундаментні рови і симетрично розташовані ями, заповнені будівельним сміттям. Поруч знайдена чашеподібна яма з шарами глини, вугілля і золи. Передбачається, що тут містилося язичницьке капище.
36. Київ, Україна — на Житомирській вулиці відкрита кругла жертовна яма (діаметром 2 м, глибина 1,2 м).
37. Кірове, Псковська обл., Росія — кругле городище (52х42 м) розташоване на узвишші серед боліт. Передбачається, що тут могло бути святилище.
38. Коломо, Новгородська обл., Росія — круглий майданчик діаметром 18 м, оточена великими каменями, на якому лежить шар попелу і вугілля, кістки домашніх тварин, уламки ліпного посуду, кремінний наконечник стріли.
39. Корчак, Житомирська обл., Україна — на західній околиці поселення V—VII ст. розташована яма 60х70 см, глибина 20 см), на дні якої лежали сім глиняних хлібців (рис. 6, 2).
40. Костоло, Югославія — майданчик, складений з каменів, на якому лежали пташині кістки.
41. Красногорья, Смоленська обл., Росія — кругле городище (діаметр 20 м) серед боліт оточене двома концентричними валами. Під насипом внутрішнього валу виявлено кам'яна кладка зі слідами вогню і зольний шар. Такий же шар і обгорілі колоди лежали на верху валу. Поруч розташоване поселення X—XIII ст.
42. Кулішевка, Чернівецька обл., Україна — городище на високому мисі правого берега Дністра. Круглий майданчик (діаметр 8 м) оточений внутрішнім рівчаком і з напільного боку огороджений п'ятьма валами і ровами X—XI, XIII ст. і ранньозалізного періоду.
43. Курхім, Чехія — поблизу озера розташований майданчик, оточений ровом. Поруч була яма, в якій горів вогонь. На цьому місці збудована християнська церква.
44. Кушлянщина, Смоленська обл., Росія — городище з круглим майданчиком і двома концентричними валами розташоване серед боліт. Поруч було селище VIII-початку XI ст. і курганний могильник.
45. Лиса гора, Польща — городище на високому пагорбі Свентокшиських гір (висота над рівнем моря 594 м). Пагорб заріс лісом, на ньому багато виходів каменів. Вершина гори оточена валом, що йде по схилу. Вал складний з каменів (ширина його 11 м, висота 1,5 м). Вершина вала плоска зі слідами вогню, знайдені черепки IX—XII ст. Майданчик городища еліпсоподібний (1300х150-200 м), на ньому немає культурного шару і споруд. Поблизу гори є джерело і був знайдений ідол. У XII столітті на горі побудований костел.
46. Мікульчіци, Чехія — на мисі над струмком знайдено круглий майданчик (діаметр 12 м), оточений ровом (ширина 3 м, глибина 70 см). Посередині майданчика розташована яма, обставлена камінням. Рів заповнений вугіллям, в ньому знайдені гривня, сокири, жорна, уламки посуду IX ст. Пізніше тут збудовано церкву.
47. Нагоряни, Чернівецька обл., Україна — городище на високому останці правого берега Дністра має майданчик (діаметр 20 м), обмежений валами і ескарпи по краю мису і з напільного боку. Знайдена кераміка IX—X і XI—XII ст.
48. Новгород, Росія — під час розкопок в місті відкриті три жертовних ями. В одній (діаметр 0,6; глибина 1,5 м) виявлено дев'ять дерев'яних ковшів, в другій (2х1,75 м, глибина 0,4-0,5 м) лежали два бичачих черепа і дерев'яний ківш, в третій (4х3, 3 м, глибина 1,5 м) поміщений кістяк коня з відокремленою головою, недогарок свічки, батіг. Ями датуються X століттям.
49. Ошихліби, Чернівецька обл., Україна — на могильнику XII—XIII ст. відкрита яма (діаметр 1,8 м, глибина 0,5 м), на дні якої знайдено вугілля, кістки тварин і уламки посуду.
50. Перинь біля Новгорода, Росія — на пагорбі, оберненому на схід, відкрито круглий майданчик, оточений ровом з вісьмома округлими виступами (діаметр всієї споруди 21 м). Внутрішні схили рову круті, зовнішні пологі. На дні виступів зустрічаються вугілля, черепки посудин Х — початку XI ст., точильний брусок. У центрі майданчика в ямі (діаметр і глибина 1 м) збереглися сліди дерев'яного стовпа. Залишки другого майданчика (діаметр приблизно 23 м) оточені ровом, в якому знайдені вугілля, поясне кільце, ніж, наконечник кремінної стріли. Третій майданчик, можливо, розташований під фундаментом церкви XIII століття.
51. Петрове, Смоленська обл., Росія — городище з круглим майданчиком (діаметр 22 м розташований серед боліт. Оточений двома концентричними валами і ровом між ними (ширина рову 8-15 м). Біля краю майданчика на глибині 35 см простежується зольно-вугільний шар завтовшки 10-13 см. Поруч стояло селище давньоруського часу.
52. Плоцьк, Польща — на горі Тумській розташований круглий майданчик другої половини X століття, з вогнищем, каменем-вівтарем, кістками тварин, черепом дитини. В землю застромлювався меч.
53. Подгош, Новгородська обл., Росія — круглий майданчик (10,4х13,5 м) оточений двома рядами валунів. У центрі лежить дев'ять каменів, зола, вугілля, черепки ліпного та гончарного посуду.
54. Поганьске, Чехія — на краю могильника велика яма (діаметр 85 см, глибина 25 см) оточена колом з восьми ям (діаметр кола 2,5-3 ме). З півночі споруда обмежена напівкруглим жолобком від тину. За стратиграфічними даними датується другою чвертю X століття.
55. Погосище, Вологодська обл., Росія — на могильнику X — початку XII ст. відкрита прямокутна яма без поховання і з трьома сокирами.
56. Прага, Чехія — відкрита жертовна яма, в якій знайдено шість людських черепів і кістки тварин.
57. Псков, Росія — на узвишші біля курганного могильника є круглий майданчик, обмежений ровом (ширина 1,6-4,1 м). У центрі майданчика виявлено дві ями, в одній з яких збереглися залишки дубового стовпа діаметром 50 см. На дні рівчака залишилися сліди вогнищ, випалені кістки, уламки посуду. На майданчику лежали кістки тварин. Датується Х ст., на рубежі XI—XII ст. святилище засипано піском.
58. Пустарем, Польща — городище, розташоване на пагорбі. Майданчик діаметром 7 м оточений кільцевим валом. Культурного шару немає. За уламками кераміки датується XII—XIV ст.
59. Радзиково, Польща — на моренному узвишші містилося городище з овальним майданчиком (40х60 м), оточеним валом і ровом. На дні рову лежать камені і вириті ями з залишками жертвоприношень. На майданчику в різних місцях розташовані кам'яні вимостки і ями, що багаторазово використовувалися. Датується VII—XIV ст.
60. Ревно, Чернівецька обл., Україна — в городищі-укріпленні поблизу могильника з трупоспаленнями розташована яма з пологими стінками (діаметр 5 м, глибина 50 см), заповнена золою, вугіллям, перепаленими кістками, уламками посуду, кістками тварин. У центрі поглиблення знайдена стовпова яма, оточена півколом стовпових ямок.
61. Ржавинці, Чернівецька обл., Україна — городище на відрозі високого плато з круглим майданчиком (діаметр 22 м), оточеним двома концентричними валами і ровами. Зольно-вугільні шари залягають біля підніжжя внутрішнього валу, на вершинах обох валом і на сходах, вирізаних в їхніх схилах. Рови (ширина 5-6 м, глибина 1 м) мають плоске дно і пологі стінки. Культурний шар на майданчику відсутній. Знайдено чотирикутний грубо оброблений кам'яний стовп (висота 2,5 м). На майданчиках між валами біля залишків будинків зберігся культурний шар завтовшки 20 см з черепками IX—X ст. Один з будинків мав розміри 4 × 20 м.
62. Рудлово, Смоленська обл., Росія — городище з овальним майданчиком (22х28 м) виявлене на мисі серед боліт, оточене двома кільцеподібними валами. Поблизу розташовано селище X—XIII ст.
63. Рудники, Івано-Франківська обл., Україна — городище, виникле в ранньому залізному віці, розташоване на відрозі лівого берега р. Рибниці, оточене валом і внутрішнім ровом, пересічене декількома ровами. На вершині конусоподібного підвищення (6х10 м) збереглися сліди споруди X—XII ст. — шар завтовшки 40-50 см, що складається зі шматків глиняної обмазки з відбитками колод. Підвищення оточене ровом з трьома послідовними прошарками каменів, вугіллям, уламками посуду, розділеними шарами глини. На терасі вздовж схилу городища стояв довгий будинок (приблизна довжина 70 м, ширина близько 4 м).
64. Рухотин, Чернівецька обл., Україна — на крутому схилі високого пагорба проходить дугоподібними вал, насип якого сильно обпечений. У центрі схилу виявлена яма (діаметр 0,5 м) з вугіллям і черепками VIII—X ст. і кругла кам'яна плита (діаметр 0,8 м).
65. Стара Рязань, Росія — під Спаським собором XII ст. знайдено бронзову чотирилику фігурку, бронзовий хрестик, горщик з риб'ячою лускою та свинячими зубами.
66. Сущево, Новгородська обл. Росія — майданчик (14х17,5 м), обставлений великими валунами.
67. Тауфельсберг, Німеччина — городище, розташоване на високому конусоподібному пагорбі, оточеному по схилу ескарпами та двома концентричними валами і ровом. На краю круглого майданчика (діаметром 30 м) відкрито шар завтовшки 60-70 см, що складається з вуглистої землі і великих каменів. Знайдено середньовічні черепки, кістки і зуби тварин. На пагорбі збудовано церкву.
68. Тжебятув, Польща — на пагорбі серед боліт є два майданчика (10х13 та 8х10 м), оточені ровами (завширшки 1-1,5 і м і завглибшки 50 см), в яких знайдено вугілля і черепки IX—X ст. На майданчиках розташовані кострища і стовпові ями.
69. Фельдберг, Німеччина — залишки дерев'яного храму розташовані на мисі, відокремленому напівкруглим ровом з плоским дном (ширина 2 м, глибина 60 см). Залишки храму перерізані траншеями, виявлено фундамент у вигляді овальних заглиблень, центральна яма з вуглистим заповненням. Храм був прямокутним (5х10 м), розділеним на дві частини. За керамікою споруда датується VII—IX ст., за Ci4−900 / 1000 роками.
70. Фішерінзель, Німеччина — в селищі XI — початку XIII ст. знайдені два дерев'яних ідола в перевідкладеному стані. Поруч розташований півострів, що виступає в озеро і обмежений з напільного боку плоским ровом, який не мав оборонного значення (ширина 3-4 м, глибина 1 м). Передбачається, що тут розташовувалося святилище.
71. Ходосовичі, Гомельська обл. Білорусь — поруч з поселенням і курганним могильником X—XI ст. розташовані два майданчика (діаметром 5 і 7 м), оточені рівчаками (ширина їх 20 і 40 см, глибина 25-50 см). По боках розташовувалися серпоподібні поглиблення (ширина 1,8, глибина 1 м). У центрі виявлено плоскодонні ями (діаметри 0,6-1 м, глибина 15-25 см). Поглиблення заповнені вуглистим піском і золою, обпаленим камінням.
72. Хотомель, Брестська обл., Білорусь — городище на кінці піщаної дюни серед болотистої рівнини. Майже круглий майданчик городища (30х40) оточений заглибленнями у вигляді переривчастого рівчака і окремих овальних ям. За уламками ліпного посуду та трилопатевим наконечником стріли відносяться до VII століття. Поглиблення перекриті вуглисті шаром завтовшки 20 см, насичені уламками ліпного та гончарного посуду, численними речами VIII—X ст. На злегка підвищеному в центрі майданчику городища немає культурного шару і знайдено кілька ям. Біля підніжжя валу, що оточував городище, залягає шар вугілля і обгорілого дерева.
73. Хутинь, Новгородська обл., Росія — круглий майданчик, оточений кільцевою кладкою з великих каменів. Всередині є яма, обкладена камінням і перекрита горілим шаром з кістками тварин.
74. Шапирево, Смоленська обл., Росія — городище розташоване серед боліт. Овальний майданчик (14х9 м) оточений двома концентричними валами і ровом (ширина рову 4 м, глибина 0,4), на дні якого лежать обпалені камені, вугілля, зола. Центральна частина майданчика оточена колом стовпових ям і вздовж нього земля покрита вуглисті шаром, а під насипом валу проходять дві паралельні канавки. Знайдено черепки IX—X і XII—XIII ст.
75. Камінь-ідол ведмедя у ШлезіШлежа, Польща — на вершині покритої лісом гори та по схилах проходять кам'яні вали, основа яких відноситься до лужицької культури. Верхня частина валів обпечена, знайдені ранньосередньовічна кераміка та інші речі. На внутрішньому майданчику (120х60 м) культурний шар відсутній. На вершині і схилах стояли численні кам'яні статуї, на каменях вибиті знаки у вигляді косого хреста. Дослідження в Шленжі проводилися з перервами, починаючи з 1903 р і особливо інтенсивно в 1949—1956 роках і пізніше. На сусідніх пагорбах Радунь і Костюшко також є кам'яні вали.
76. Шумськ, Житомирська обл., Україна — поблизу могильника з трупоспаленнями виявлена заглиблена споруда хрестоподібної форми, орієнтоване за сторонами світу (розміри 14,2 × 11 м, глибина 40-50 см). Дно споруди плоске, стінки вертикальні. У центрі розташована велика стовпова яма, заповнена камінням, навколо неї виявлено стовпові ями і каміння. В центральній частині колись горів вогонь. Знайдена кераміка кінця IX—X ст., кремінний наконечник стріли, перепалені кістки бика і птахів. Поруч знайдене місце для спалення померлих, що мало вигляд круглого майданчика (діаметром 5 м) з пропаленою поверхнею і шаром вугілля завтовшки 50 см, оточеного кільцевим рівчаком.
77. Яздово, Польща — кругла кам'яна вимостка з головою кам'яного ідола.